# Ingenmansland (musikalbum)
Ingenmansland är den svenska musikgruppen Nordmans andra album. Albumet förhandsbeställdes i 100 000 exemplar, och sålde alltså platina redan innan den släpptes den 27 november 1995.
För albumet vann de även Rockbjörnen i kategorin "Årets svenska skiva".
På albumet återfinns hitlåtarna Be mig, På mossen och Det sista du ser som även utkom som singlar.

## Låtlista
1. Det sista du ser (4:58)
2. Be mig (4:11)
3. På mossen (4:42)
4. I nattens sista timma (3:48)
5. Se mig idag (4:15)
6. Brudrovet (3:51)
7. Vem kan släcka elden (4:07)
8. Fly i ro (3:31)
9. Som livet och döden (3:59)
10. Fick jag leva igen (4:03)
11. Främlingen (3:45)

Musik: Mats Wester
Texter: Py Bäckman

## Medverkande

### Nordman
Sång - Håkan Hemlin
Producent, Arrangemang, Nyckelharpa, Synthesizer, Musik, Inspelning – Mats Wester

### Väsen
Bouzouki, Tolv-Strängad Gitarr, Mandola – Roger Tallroth
Nyckelharpa, Harp [Kontrabasharpa] – Olov Johansson
Viola, Fiol, Arrangör [Flöjt And Stråkar] – Mikael Marin

### Övriga
Säckpipa, Hurdy Gurdy [Lira] – Harald Pettersson
Bouzouki, Tolv-Strängad Gitarr – Lars Sörlin
Cello – Mats Olofsson
Trummor, Slagverk – Per Lindvall
Elektrisk Bas – Johan Granström
Elektrisk Gitarr – Torbjörn Stener
Flöjt, Krumhorn – Claudia Müller
Slagverk – Jonas Sjöblom
Text och bakgrundssång - Py Bäckman
Inspelad av [Bas & Trummor] – Robert Wellerfors
Mixad, Mastered av – Mats Wester, Robert Wellerfors
Fotografi  – Jonas Linell
Design [Grafisk Design] – Claes G

## Listplaceringar
| Lista (1995-1996) | Topplacering |
| ----------------- | ------------ |
| Finland           | 7            |
| Sverige           | 1            |

## Trackslistan
Be mig gick upp på listan vecka 50 (1995), och lämnade den efter 8 veckor.
| Position | 11 | 1 | 1 | 2 | 2 | 4 | 11 | 18 |

På mossen gick upp på listan vecka 9 (1996), och lämnade listan efter tre veckor.
| Position | 14 | 14 | 16 |

Det sista du ser bubblade utanför listan vecka 22 (1996), men tog sig in veckan därpå.
| Position | B | 17 |

### Fotnoter
1. ↑  ”Aftonbladet”. 25 februari 2000. http://wwwc.aftonbladet.se/noje/special/rockbjorn00/gamla.html. Läst 1 maj 2011.
2. ↑  ”Listplacering”. http://finnishcharts.com/showitem.asp?interpret=Nordman&titel=Ingenmansland&cat=a. Läst 1 maj 2011.
3. ↑  ”Listplacering”. http://swedishcharts.com/showitem.asp?interpret=Nordman&titel=Ingenmansland&cat=a. Läst 1 maj 2011.